# Oakes (Dakota del Norte)
Oakes es una ciudad ubicada en el condado de Dickey en el estado estadounidense de Dakota del Norte. En el censo de 2010 tenía una población de 1856 habitantes y una densidad poblacional de 436,42 personas por km².

## Geografía
Oakes se encuentra ubicada en las coordenadas 46°8′22″N 98°5′16″O / 46.13944, -98.08778. Según la Oficina del Censo de los Estados Unidos, Oakes tiene una superficie total de 4.25 km², de la cual 4.25 km² corresponden a tierra firme y (0%) 0 km² es agua.

## Demografía
Según el censo de 2010, había 1856 personas residiendo en Oakes. La densidad de población era de 436,42 hab./km². De los 1856 habitantes, Oakes estaba compuesto por el 96.07% blancos, el 0.48% eran afroamericanos, el 0.27% eran amerindios, el 0.81% eran asiáticos, el 0% eran isleños del Pacífico, el 1.08% eran de otras razas y el 1.29% pertenecían a dos o más razas. Del total de la población el 3.77% eran hispanos o latinos de cualquier raza.